# Lovoš
Lovoš är ett berg i Tjeckien. Det ligger i den nordvästra delen av landet, 60 km nordväst om huvudstaden Prag. Toppen på Lovoš är 570 meter över havet, eller 260 meter över den omgivande terrängen. Bredden vid basen är 2,1 km.
Terrängen runt Lovoš är kuperad åt nordväst, men åt sydost är den platt.Runt Lovoš är det ganska tätbefolkat, med 56 invånare per kvadratkilometer. Närmaste större samhälle är Ústí nad Labem, 14,8 km norr om Lovoš. Trakten runt Lovoš består till största delen av jordbruksmark.